# HD 212728
HD 212728，又名CP-68 3493，SAO 255227、HR 8547，是一颗恒星，视星等为5.55，位于銀經321.11，銀緯-44.26，其B1900.0坐标为赤經22h 21m 16s，赤緯-67° -44.26′ 48″。